# 오디컴퍼니
오디컴퍼니(주)(OD COMPANY)는 뮤지컬, 연극 등의 공연예술 콘텐츠를 기획, 제작하는 대한민국의 글로벌 공연 제작 회사이다.
오디컴퍼니의 국내 대표작으로는 지킬앤하이드, 맨오브라만차, 드라큘라, 스위니토드, 그리스, 스토리오브마이라이프, 닥터지바고, 드림걸즈 등이 있다.

## 연혁
2001
- 오디뮤지컬컴퍼니 설립
- 오디뮤지컬컴퍼니 연습실 개관
- 창작뮤지컬 사랑은 비를 타고 공연

2002
- 창작뮤지컬 사랑은 비를 타고, 뮤지컬 더 리허설 공연

2003
- 뮤지컬 그리스(GREASE) 한국 초연
- 뮤지컬 아가씨와 건달들(GUYS AND DOLLS), 싱잉인더레인(SINGIN' IN THE RAIN), 킹앤아이(The KING & I) 공연

2004
- 뮤지컬 지킬앤하이드(JEKYLL & HYDE) 한국 초연[1]
- 뮤지컬 크레이지포유(CRAZY FOR YOU), 그리스(GREASE), 고고비치(GO GO BEACH), 호두까기 인형 공연

2005
- 뮤지컬 열전[2] 기획제작
- 뮤지컬 맨오브라만차(MAN OF LA MANCHA)한국 초연
- 뮤지컬 넌센스(NONSENSE A-MEN), 리틀샵오브호러스(LITTLE SHOP OF HORRORS), 어쌔신(ASSASSINS), 뮤지컬 콘서트 올댓뮤지컬 공연

2006
- 베이비(BABY), 브루클린(BROOKLYN), 지킬앤하이드(JEKYLL & HYDE) 공연
- 뮤지컬 지킬앤하이드(JEKYLL & HYDE) 일본 도쿄, 오사카 공연[3][4][5]
- 뮤지컬 그리스(GREASE) 브로드웨이 투어팀 내한 공연[6]

2007
- 뮤지컬 올슉업(ALL SHOOK UP) 한국 초연[7]

- 맨오브라만차(MAN OF LA MANCHA), 스펠링비(SPELLING BEE), 창작뮤지컬 싱글즈, 연극 갈매기
- 뮤지컬 맨오브라만차(MAN OF LA MANCHA) 도쿄 공연[8]
- 뮤지컬 올슉업(ALL SHOOK UP) 무대, 의상, 연출 일본에 수출[9]

2008
- 뮤지컬 나인(NINE)[10], 마이페어레이디(MY FAIR LADY)])[11] 한국 초연
- 맨오브라만차(MAN OF LA MANCHA), 지킬앤하이드(JEKYLL & HYDE) 공연
- 에딘버러 프린지 (Edinburgh Festival Fringe) 오디뮤지컬상 제정
- ㈜엔터테인먼트컴퍼니오디 설립(매니지먼트, 음반사업)

2009
- 뮤지컬 드림걸즈(DREAMGIRLS)리바이벌 프로덕션 월드프리미어 공연
- 뮤지컬 드림걸즈(DREAMGIRLS) US투어 공동 프로듀싱
- 뮤지컬 올슉업(ALL SHOOK UP), 그리스(GREASE) 공연
- 창작뮤지컬 웨딩펀드 창작팩토리 우수공연 선정
- 퍼펙트 피치 후원, 에딘버러 시상식 후원

2010
- 뮤지컬 스팸어랏(SPAMALOT), 스토리오브마이라이프(THE STORY OF MY LIFE) 한국 초연
- 뮤지컬 지킬앤하이드(JEKYLL & HYDE) 공연

2011
- 뮤지컬 지킬앤하이드(JEKYLL & HYDE) 한국 뮤지컬 흥행, 관객수 신기록 수립
- 연극 미드썸머, 블루룸(THE BLUE ROOM) 한국 초연
- 뮤지컬 스토리오브마이라이프(THE STORY OF MY LIFE), 페임(FAME) 공연

2012
- 뮤지컬 닥터지바고(DOCTOR ZHIVAGO) 한국 초연
- 뮤지컬 맨오브라만차()
- 뮤지컬 브루클린

2013
- 뮤지컬 지킬앤하이드
- 뮤지컬 스팸어랏
- 뮤지컬 아메리칸이디엇 내한공연
- 뮤지컬 맨오브라만차

2014
- 뮤지컬 드라큘라
- 뮤지컬 지킬앤하이드 10주년

2015
- 뮤지컬 드림걸즈
- 뮤지컬 맨오브라만차 10주년
- 뮤지컬 스토리오브마이라이프

2016
- 뮤지컬 드라큘라
- 뮤지컬 뉴시즈 아시아 초연
- 뮤지컬 스위니토드
- 뮤지컬 지킬앤하이드 월드투어
- 뮤지컬 스토리오브마이라이프

2017
- 뮤지컬 머더포투 국내초연
- 뮤지컬 드림걸즈 최초 내한
- 뮤지컬 컨택트
- 뮤지컬 타이타닉

2018
- 뮤지컬 닥터지바고
- 뮤지컬 맨오브라만차
- 뮤지컬 지킬앤하이드
- 뮤지컬 스토리오브마이라이프

2019
- 뮤지컬 스토리오브마이라이프 콘서트
- 뮤지컬 뉴 그리스
- 뮤지컬 지킬앤하이드 앵콜
- 뮤지컬 스위니토드
- 뮤지컬 그리스 앵콜
- 뮤지컬 스토리오브마이라이프 10주년

2020
- 뮤지컬 드라큘라
- 뮤지컬 스토리오브마이라이프 AFTER TALK (끝나지 않은 이야기)
- 뮤지컬 맨오브라만차

## 주요 작품
- 지킬앤하이드(JEKYLL & HYDE)
- 맨오브라만차(MAN OF LA MANCHA)
- 드라큘라
- 스위니토드
- 그리스(GREASE)
- 스토리오브마이라이프(THE STORY OF MY LIFE)
- 닥터지바고(DOCTOR ZHIVAGO)
- 드림걸즈(DREAMGIRLS)
- 올슉업(ALL SHOOK UP)
- 페임(FAME)
- 마이페어레이디(MY FAIR LADY)
- 스팸어랏(SPAMALOT)
- 나인(NINE)
- 나쁜녀석들(DIRTY ROTTEN SCOUNDRELS)
- 컨택트(CONTACT)
- 미드썸머(MID SUMMER)
- 블루룸(THE BLUE ROOM)
- 스펠링 비(SPELLING BEE)
- 리틀샵오브호러스(LITTLE SHOP OF HORRORS)
- 킹앤아이(The KING & I)
- 베이비(BABY)
- 브루클린(BROOKLYN)
- 크레이지포유(CRAZY FOR YOU)
- 고고비치(GO GO BEACH)
- 웨딩펀드
- 달콤한 나의 도시

## 수상
2004
- 제11회 한국뮤지컬대상 기술상 그리스(김미경)
- 제11회 한국뮤지컬대상 남우주연상 지킬앤하이드(조승우)
- 제11회 한국뮤지컬대상 여우신인상 지킬앤하이드(소냐)

2005
- 제12회 한국뮤지컬대상 남우조연상 돈키호테(김재만)
- 인터파크 골든티켓어워즈 최고의 라이센스 뮤지컬 지킬앤하이드

2007
- 제2회 더뮤지컬어워즈 최우수외국뮤지컬상 올슉업
- 제2회 더뮤지컬어워즈 최우수재공연상 지킬앤하이드
- 제2회 더뮤지컬어워즈 남우신인상 지킬앤하이드(김우형)
- 제2회 더뮤지컬어워즈 음악감독상 올슉업(변희석)
- 제7회 매경우수벤처기업대상 디지털컨텐츠부문 문화관광부장관상
- 인터파크 골든티켓어워즈 최고의 뮤지컬남자배우 맨오브라만차(조승우)

2008
- 제14회 한국뮤지컬대상 여우주연상 마이페어레이디(김소현)
- 제2회 더뮤지컬어워즈 최우수재공연상 맨오브라만차
- 제2회 더뮤지컬어워즈 남우주연상 맨오브라만차(조승우)
- 제2회 더뮤지컬어워즈 여우조연상 나인(정선아)
- 제2회 더뮤지컬어워즈 연출상 맨오브라만차(David Swan)
- 제2회 더뮤지컬어워즈 음악감독상 맨오브만차(김문정)
- 제2회 더뮤지컬어워즈 조명음향상 맨오브라만차(이우형)

2009
- 제15회 한국뮤지컬대상 최우수외국뮤지컬상 드림걸즈
- 제15회 한국뮤지컬대상 프로듀서상 대표 신춘수
- 제15회 한국뮤지컬대상 여우주연상 드림걸즈(홍지민)
- 제15회 한국뮤지컬대상 음악상 드림걸즈(원미솔)
- 제15회 한국뮤지컬대상 무대미술상 드림걸즈(Robin Wagner)
- 제15회 한국뮤지컬대상 기술상 드림걸즈(노병우)
- 제3회 더뮤지컬어워즈 최우수외국뮤지컬상 드림걸즈
- 제3회 더뮤지컬어워즈 남우조연상 드림걸즈(최민철)
- 제3회 더뮤지컬어워즈 여우조연상 드림걸즈(정선아)
- 제3회 더뮤지컬어워즈 여우신인상 마이페어레이디, 지킬앤하이드(임혜영)
- 한국관광공사 한류공연상 드림걸즈
- 인터파크 골든티켓어워즈 작품상 드림걸즈
- 인터파크 골든티켓어워즈 뮤지컬 여우주연상 드림걸즈(홍지민)

2010
- 제4회 더뮤지컬어워즈 여우신인상 컨택트(김주원)

2011
- 제17회 한국뮤지컬대상 베스트외국뮤지컬상 스팸어랏
- 제5회 더뮤지컬어워즈 남우주연상 지킬앤하이드(조승우)
- 제6회 공연관광축제 코리아인모션어워즈 챌리저상 뮤지컬부문 지킬앤하이드
- 인터파크 골든티켓어워즈 최고의 작품대상 지킬앤하이드
- 인터파크 골든티켓어워즈 뮤지컬 작품상 지킬앤하이드

2012
- 제6회 더뮤지컬어워즈 남우주연상 닥터지바고(조승우)

2014
- 제9회 더뮤지컬어워즈 무대상 드라큘라 (오필영)

2016
- 제5회 예그린뮤지컬어워즈 각색번안상 스위니토드 (김수빈)

2017
- 제1회 한국뮤지컬어워즈 남우신인상 스위니토드 (김성철)
- 제1회 한국뮤지컬어워즈 여우주연상 스위니토드 (전미도)
- 제1회 한국뮤지컬어워즈 대상 스위니토드

2019
- 제13회 DMF어워즈 올해의 신인상 지킬앤하이드 (민경아)
- 제13회 DMF어워즈 올해의 스타상 맨오브라만차 (윤공주)

2020
- 중앙일보 국가브랜드대상 문화부문 대상 (오디컴퍼니)
- 제7회 이데일리 문화대상 뮤지컬 부문 최우수상 스위니토드
- 제4회 한국뮤지컬어워즈 작품상
- 제11회 대한민국 대중문화예술상 국무총리표창 수상 (신춘수)